# 417
| 417                |
| ------------------ |
| Dødsfald - Fødsler |
|                    |

| Gregoriansk kalender | 417 CDXVII              |
| Ab urbe condita      | 1170                    |
| Armensk kalender     | I/T                     |
| Kinesiske kalender   | 3113 – 3114 丙辰 – 丁巳 |
| Etiopisk kalender    | 409 – 410               |
| Jødisk kalender      | 4177 – 4178             |
| Hindukalendere       |                         |
| - Vikram Samvat      | 472 – 473               |
| - Shaka Samvat       | 339 – 340               |
| - Kali Yuga          | 3518 – 3519             |
| Iransk kalender      | 205 BP – 204 BP         |
| Islamisk kalender    | 211 BH – 210 BH         |

## Begivenheder

### Europa
- Årets romerske consuler var den vestromerske kejser Honorius og generalen Constantius.
- Januar: Fejringen af general Constantius kulminerer med, at han bliver gift med kejserens halvsøster Galla Placidia.
- Visigoternes aftale med romerne fra 416 betyder, at de i 417 fortsætter deres angreb på de alanske og vandalske stammer, der har bosat sig  i Hispania (Spanien).
- 18. marts: Zosimus blev valgt til pave ("Ærkebiskop af Rom"). Han var græker og hans manglende erfaring med vesteuropæiske forhold afstedkom adskillige skærmydsler i kirkelige kredse.

## Kultur
- Januar: Innocens 1. skriver tre breve til ledende kirkefædre. Han fordømmer Pelagius lære og understreger sit embedes autoritet i relation til tolkningen af den rette kristne tro.

## Dødsfald
- 12. marts: Pave Innocens 1. Han var kendt for sin kampagne for at håndhæve ærkebiskoppen af Roms (pavens) fortrinsstilling i det kirkelige hierarki.
- Yao Hong, født 388, var den tredje og sidste kejser af Det Senere Qin, et af "de 16 kongeriger" i Kina.